# Innra-Sandfell
Innra-Sandfell är ett berg i republiken Island. Det ligger i regionen Suðurland, 120 km nordost om huvudstaden Reykjavík. Toppen på Innra-Sandfell är 888 meter över havet.
Trakten runt Innra-Sandfell är nära nog obefolkad, med mindre än två invånare per kvadratkilometer. Det finns inga samhällen i närheten. Trakten runt Innra-Sandfell är permanent täckt av is och snö.